# U 18 (1936)
El U 18 o Unterseeboot 18 fue un submarino alemán de la Kriegsmarine, correspondiente al Tipo IIB, usado en la Segunda Guerra Mundial desde distintas bases hasta que fue echado a pique por su tripulación el 25 de agosto de 1944 tras ser dañado cinco días antes en un ataque aéreo. En sus catorce patrullas de combate, logró hundir tres buques y dañar otros dos, con un registro bruto combinado de 11 160 toneladas, que se desglosan en dos mercantes con un total de 1500 toneladas y un buque auxiliar de guerra de 400 toneladas hundidos, así como un mercante de 7745 toneladas y un buque de guerra de 56 toneladas dañados.

## Construcción
Se ordenó iniciar la construcción del pequeño submarino costero U 18 el 2 de febrero de 1935, tras lo cual su quilla fue puesta sobre las gradas de los astilleros F. Krupp Germaniawerft AG de Kiel el 10 de julio de 1935. Fue botado al agua el 7 de diciembre de 1935 y tras la finalización de sus obras, fue entregado a la Kriegsmarine el 4 de enero de 1936, que lo puso bajo las órdenes del teniente primero Hans Pauckstadt.

## Historial
Antes de la guerra estuvo asignado a la 1.ª Unterseebootsflottille, y al comienzo de la Segunda Guerra Mundial, estaba asignado a la 3.ª Unterseebootsflottille, con la cual realizó sus primeras patrullas de combate.
En su primera patrulla de combate, al mando de Max-Hermann Bauer, partió de Memel -actual Klaipėda- el 30 de agosto de 1939 con orden de operar en la costa de Polonia, tras lo cual retornó el 7 de septiembre sin haber encontrado buques enemigos. En su segunda patrulla, zarpó desde Kiel el 14 de septiembre bajo el mismo mando para patrullar en aguas del mar del Norte, y regresó a Alemania el 24 de septiembre. 
En su tercera patrulla de combate, partió el 2 de octubre de 1939 desde Kiel de nuevo con Bauer al mando con rumbo a las islas Orcadas con instrucciones de transmitir mensajes de radio que dieran la impresión de que el U 47 de Günther Prien había abandonado la zona de Scapa Flow, tras lo cual retornó a Alemania el 19 de octubre de 1939. Su cuarta patrulla de combate, transcurrió entre el 15 y el 22 de noviembre de 1939 en aguas del noroeste de Escocia. Durante esta operación, la noche del 18 de noviembre, torpedeó y hundió con sus 9 tripulantes el carguero de vapor Parkhill, con puerto de registro en Methil.
Finalmente, en su quinta patrulla de combate, en la cual zarpó de Kiel el 8 de enero de 1940, al mando de Ernst Mengersen, hacia el mar del Norte, donde consiguió hundir un buque, tras lo cual volvió a Wilhelmshaven el 26 de enero. Desde allí partió en su sexta patrulla de combate el 11 de enero, la cual discurrió sin novedad hasta el 24 del mismo mes.
En julio de 1940, fue asignado a la 24.ª Unterseebootsflottille, con base en Danzig, y en enero de 1941 fue destinado a la 22.ª Unterseebootsflottille, con base en Gotenhafen. En ambas flotillas, cumplió misiones de buque escuela, con la función de formar a las tripulaciones de los submarinos que participaron en la Batalla del Atlántico.
En septiembre de 1942 fue dado de baja, desmontado y transportado hasta el mar Negro, donde fue vuelto a montar y dado de alta en Galaţi el 6 de mayo de 1943, siendo asignado a la 30.ª Unterseebootsflottille, con base en Constanza.
En su séptima patrulla de combate, el 26 de mayo de 1943 abandonó Constanza bajo el mando de Karl Fleige. El 4 de junio, cuando navegaba junto al CL 96, fue atacado por una aeronave no identificada. Retornó a su base el 9 de junio. Su octava patrulla, fue similar a la séptima, partió de su base el 16 de junio, fue atacado junto al CL 93 por un avión no identificado el 28 de junio, y regresó a su base el 22 de julio.
El 21 de agosto de 1943, zarpó en su novena patrulla de combate y volvió a Constanza el 24 de septiembre de 1943 tras atacar a dos buques. En la décima patrulla, que transcurrió entre el 27 de octubre de 1943 y el 24 de noviembre de 1943, consiguió atacar a otro buque. Su decimoprimera patrulla transcurrió sin novedad entre el 29 de enero y el 29 de febrero, y en la duodécima, entre el 25 de marzo y el 27 de abril, atacó a otro buque. Sus dos últimas patrullas de combate transcurrieron sin novedad entre el 25 de mayo de 1944 y el 7 de junio de 1944, y la última entre el 24 de julio y el 16 de agosto de 1944.

## Buques hundidos
| Fecha                   | Buque             | Nacionalidad | Tonelaje | Destino |
| ----------------------- | ----------------- | ------------ | -------- | ------- |
| 18 de noviembre de 1939 | Parkhill          | británico    | 500 t    | Hundido |
| 23 de enero de 1940     | Varild            | noruego      | 1085 t   | Hundido |
| 29 de agosto de 1943    | Dzhalita (TSC-11) | soviético    | 400 t    | Hundido |
| 30 de agosto de 1943    | SKA-0132          | soviético    | 56 t     | Dañado  |
| 18 de noviembre de 1943 | Josif Stalin      | soviético    | 7745 t   | Dañado  |
| 7 de abril de 1944      | Rion V            | soviético    | 1874 t   | Hundido |

## Destino
El U 18 fue echado a pique por su tripulación en Constanza el 25 de agosto de 1944 tras ser dañado en un ataque aéreo cinco días antes cuando se encontraba fondeado en el citado puerto.

## Comandantes
| Empleo                                  | Nombre                               | Desde                    | hasta                   |
| --------------------------------------- | ------------------------------------ | ------------------------ | ----------------------- |
| Oberleutnant ascendió a Kapitänleutnant | Hans Pauckstadt                      | 4 de enero de 1936       | 20 de noviembre de 1936 |
| Kapitänleutnant                         | Heinz Beduhn                         | 30 de septiembre de 1937 | 31 de octubre de 1937   |
| Oberleutnant ascendió a Kapitänleutnant | Max-Hermann Bauer                    | 1 de noviembre de 1937   | 24 de noviembre de 1939 |
| Oberleutnant                            | Ernst Karl August Mengersen          | 24 de noviembre de 1939  | 2 de septiembre de 1940 |
| Oberleutnant ascendió a Kapitänleutnant | Hans-Heinz Linder                    | 3 de septiembre de 1940  | 17 de diciembre de 1940 |
| Kapitänleutnant                         | Ernst Vogelsang                      | 8 de diciembre de 1940   | 6 de mayo de 1941       |
| Leutnant ascendió a Oberleutnant        | Hans-Achim von Rosenberg-Gruzczynski | 7 de mayo de 1941 -      | 31 de mayo de 1942      |
| Oberleutnant                            | Friedrich-Wilhelm Wissmann           | 1 de junio de 1942       | 18 de agosto de 1942    |
| Oberleutnant                            | Karl Fleige                          | 6 de mayo de 1943        | 25 de agosto de 1944    |
| Oberleutnant                            | Hans-Jürgen Bartsch                  | 2 de mayo de 1944        | 25 de mayo de 1944      |
| Oberleutnant                            | Rudolf Arendt                        | 25 de mayo de 1944       | 7 de junio de 1944      |
| Oberleutnant                            | Karl Fleige                          | 7 de junio de 1944       | 25 de agosto de 1944    |